# Classe Thetis (Danemark)
Pour les autres classes de navires du même nom, voir Classe Thetis.
La classe Thetis est une classe de frégate de la Marine royale danoise. Elle comprend quatre navires entrés en service en 1991 et en 1992.

## Description
Les navires de la classe Thetis ont été conçus avec des coques renforcées à double paroi afin qu'ils puissent traverser 80 cm de glace solide. La Marine royale danoise a modernisé ces navires avec des mitrailleuses lourdes de 12,7 mm, des lance-missiles FIM-92 Stinger et des systèmes de lancement de leurres. Elle répond aussi, depuis sa refonte, à la norme StanFlex (en) danoise pour recevoir six modules multifonctions.

## Opération navale
Les navires de la classe Thetis servent essentiellement de patrouilleurs océaniques pour le maintien de la souveraineté des eaux territoriales danoises, la recherche et sauvetage ainsi que l'inspection des zones de pêche. Ils naviguent normalement au large du Groenland et des Îles Féroé ainsi que proche de l'Islande.

## Liste des navires
| Pennant number | Nom              | Quille          | Lancement        | Service          | Statut |
| -------------- | ---------------- | --------------- | ---------------- | ---------------- | ------ |
| F357           | HDMS Thetis      | 8 novembre 1988 | 14 juillet 1989  | 7 janvier 1991   | actif  |
| F358           | HDMS Triton      | 10 août 1990    | 16 mars 1990     | 12 février 1991  | actif  |
| F359           | HDMS Vædderen    | 22 mars 1990    | 21 décembre 1990 | 9 juin 1992      | actif  |
| F360           | HDMS Hvidbjørnen | 7 janvier 1991  | 11 octobre 1991  | 30 novembre 1992 | actif  |

## Annexe